# Tajemnice tajgi
Tajemnice tajgi (ros. Дерсу Узала, Dersu Uzała) – radziecki film przygodowy z 1961 roku w reżyserii Agasija Babajana na podstawie książek Dersu Uzała i Po Kraju Ussuryjskim Władimira Arsienjewa.
W Polsce miał premierę we wrześniu 1962 roku wraz z krótkometrażową animacją Rudy Blanki Bugacz.

## Obsada
- Adolf Szestakow – Władimir Kławdijewicz Arsenjew
- Kasym Dżakibajew – Dersu Uzała
- Nikołaj Gładkow – Turtygin
- Lew Łobow – Kozak
- Aleksander Baranow – strzelec
- Spiridon Grigoriew – strzelec
- A. D. Jewstifiejew – strzelec
- Michaił Miedwiediew
- Nikołaj Chriaszczikow – dyrygent
- Piotr Lubieszkin – brodaty mężczyzna
- A. Konczuga

Źródło:

## Wersja polska
Wersja polska: Studio Opracowań Filmów w Warszawie

Reżyseria: Tomasz Listkiewicz

Kierownictwo artystyczne: Seweryn Nowicki
Źródło: